# 勝太西路駅
勝太西路駅（しょうたいせいろえき）は中華人民共和国江蘇省南京市江寧区にある、南京地下鉄の駅である。3号線と12号線が乗り入れ、両路線の接続駅となっている。

## 駅構造

### のりば
| 番線 | 路線            | 方面                    | 行先        |
| ---- | --------------- | ----------------------- | ----------- |
|      | 南京地下鉄3号線 | 夫子廟・浮橋 方面       | 琥珀泉 行き |
|      | 南京地下鉄3号線 | 天元西路・上秦淮西 方面 | 秣陵 行き   |

## 隣の駅
南京地下鉄
■3号線
宏運大道駅 - 勝太西路駅 - 天元西路駅
南京地下鉄
■12号線
- 誠信大道駅 -